# Kreis Kiskunmajsa
Der Kreis Kiskunmajsa (ungarisch Kiskunmajsai járás) ist ein Kreis im Osten des Komitats Bács-Kiskun. Er entstand nach Auflösung des gleichnamigen Kleingebiets (ungarisch Kiskunmajsa kistérség). Alle sechs Gemeinden wurden in den neuen Kreis übernommen, der im Osten an das Komitat Csongrád-Csanád grenzt. Der Verwaltungssitz des Kreises befindet sich in der Stadt Kiskunmajsa.

## Gemeindeübersicht
| Gemeinde          | Status   | Herkunft Kleingebiet | Einwohnerzahl | Einwohnerzahl | Einwohnerzahl | Fläche     | Bevölkerungs- dichte (Ew./km²) |
| Gemeinde          | Status   | Herkunft Kleingebiet | 01.10.2011    | 01.01.2013    | 01.01.2016    | 01.01.2016 | Bevölkerungs- dichte (Ew./km²) |
| ----------------- | -------- | -------------------- | ------------- | ------------- | ------------- | ---------- | ------------------------------ |
| Csólyospálos      | Gemeinde | Kiskunmajsa          | 1.681         | 1.673         | 1.601         | 65,10      | 24,6                           |
| Jászszentlászló   | Gemeinde | Kiskunmajsa          | 2.448         | 2.477         | 2.464         | 60,34      | 40,8                           |
| Kiskunmajsa       | Stadt    | Kiskunmajsa          | 11.229        | 11.498        | 11.216        | 222,27     | 50,5                           |
| Kömpöc            | Gemeinde | Kiskunmajsa          | 705           | 687           | 671           | 29,98      | 22,4                           |
| Móricgát          | Gemeinde | Kiskunmajsa          | 457           | 465           | 429           | 32,89      | 13,0                           |
| Szank             | Gemeinde | Kiskunmajsa          | 2.388         | 2.406         | 2.364         | 74,83      | 31,6                           |
| Kreis Kiskunmajsa |          |                      | 18.908        | 19.206        | 18.745        | 485,41     | 38,6                           |